# Bloc de Danakil
El Bloc de Danakil, o Alps de Danakil és una serralada que consisteix en un horst de la Gran Vall del Rift situada a l'Àfrica oriental, al sud d'Eritrea, al nord de Djibouti i al nord-est d'Etiòpia. L'àrea es coneix com Arrata en àfar.

## Geografia

### Situació, topografia
Limitat amb la mar Roja al nord-est i amb el Golf d'Aden al sud-est, el Bloc de Danakil es troba davant d'un altre horst, l'altiplà d'Etiòpia, del qual el separa un graben, la Depressió d'Afar. Aquest horst es troba a la placa aràbiga i als rifts que creuen la Depressió d'Afar al centre i podrien separar-lo del continent africà, formant una illa en pocs milions d'anys si el moviment de distensió de l'escorça terrestre en aquesta regió africana continua. L'estret de Bab el-Màndeb, que connecta la mar Roja amb el Golf d'Aden, està delimitat per l'extrem sud-est del Bloc de Danakil a Djibouti i per l'illa de Perim al Iemen. El massís té una secció transversal asimètrica amb un escarpament de rift relativament suau que mira cap a  la mar Roja, i una intensa falla normal a la part interior.
Aquesta àrea és desèrtica, poc poblada, i sísmicament i volcànica activa.
A la part nord del massís, la roca mare és més baixa i hi ha molts volcans, els més alts dels quals són Mallahle, Nabro i Dubbi. La cadena volcànica s'estén cap al nord-oest fins a la mar Roja, i acaba mar endins, al volcà Kod Ali.

### Geologia
Geològicament, aquestes terres altes es descriuen com un horst. Les formen falles geològiques que hi van aparéixer des del Miocé. Hi ha un llit rocós precambrià sota l'àrea i a la costa d'Eritrea són visibles roques precambrianes i mesozoiques. La calcària d'Antalo als Alps de Danakil és inusualment gruixuda per a la Banya d'Àfrica, ja que té si més no 1.000 metres de profunditat, cosa que implica que la zona va servir com de conca hidrogràfica abans de l'aixecament i la fragmentació del continent afroaràbic.
Fa uns 20 milions d'anys, es va obrir la Depressió d'Àfar. Els Alps se separen de l'altiplà etíop, amb què estaven units, i es desplacen cap a l'est-nord-est. Les mesures paleomagnètiques indiquen que des del Miocé inferior, els Alps van girar en sentit antihorari entre 20 i 30 graus respecte a la posició originària durant un període d'11 milions d'anys després de l'obertura de la mar Roja. Durant el darrer milió d'anys, l'expansió continuà estenent-se cap a l'oest des del Golf d'Aden fins al de Tadjoura i la regió d'Àfar, pel rift d'Asal - Ghoubbet-el-Kharab. Aquest límit de placa activa continua al costat occidental del Bloc de Danakil i s'uneix a la mar Roja al golf de Zula. Els factors d'estirament de l'escorça continental dels Alps de Danakil s'estimen en β = ~2,5.
Els Alps de Danakil han estat aïllats de la mar des del final del Plistocé.

## Relacions internacionals
La frontera entre Eritrea i Etiòpia s'estén al llarg de la vora sud-oest del Bloc de Danakil i és objecte de disputa entre els dos estats que ha provocat una guerra oberta i enfrontaments entre els exèrcits. Aquesta inestabilitat política augmenta la inseguretat a la zona, on ja hi ha hagut segrests d'estrangers.